# Megalobulimus fragilion
Megalobulimus fragilion és una espècie de gastròpode eupulmonat terrestre de la família Strophocheilidae.

## Distribució geogràfica
Es troba al Brasil.